# 顏永錫
顏永錫，直隸順天府大興縣人，清朝政治人物、進士出身。

## 生平
順治二年（1645年）乙酉科順天鄉試，順治三年（1646年），聯登進士，授山陰縣知縣。順治六年，參與叛亂，被多爾袞平定。